# Olivia Moultrie
Olivia Lynn Moultrie (* 17. September 2005 in Utah) ist eine US-amerikanische Profifußballerin, die als offensive Mittelfeldspielerin für Portland Thorns FC in der National Women’s Soccer League (NWSL) spielt. Sie war die jüngste Debütantin, als sie 2019 im Alter von 13 Jahren Profi wurde. Im Jahr 2021 reichte sie Klage gegen die NWSL ein, mit der die Altersbeschränkung der Liga aufgehoben wurde, und debütierte in demselben Jahr im Alter von 15 Jahren für die Thorns. Im Jahr 2023 wurde sie erstmalig in die Nationalmannschaft der Vereinigten Staaten berufen.

## Frühes Leben
Moultrie wurde in Santa Clarita, Kalifornien, als Tochter von K.C. und Jessica Moultrie, beides College-Leichtathleten, geboren. Sie ist Mitglied der Kirche Jesu Christi der Heiligen der Letzten Tage. Mit vier Jahren begann sie Fußball zu spielen. Ab der fünften Klasse wurde sie zu Hause unterrichtet, um sich auf den Fußball konzentrieren zu können. Als erstes Mädchen spielte sie in einer Jungenmannschaft des U.S. Soccer Development Academy System. Mit elf Jahren wurde ihr ein Vollstipendium für die Tar Heels der University of North Carolina in Chapel Hill angeboten, sobald sie das College-Alter erreichen würde (ab der Saison 2024). Damit war sie zu der Zeit die jüngste Frauenfußballspielerin die von einer College-Mannschaft rekrutiert wurde. Ihre Familie plante einen Umzug nach Lyon, Frankreich, um ihr so bald wie möglich professionelles Spielen zu ermöglichen. Schlussendlich wurde sie aber 2019 vom Portland Thorns FC verpflichtet und zog nach Wilsonville, Oregon.

## Vereinskarriere bei den Portland Thorns FC
Im Februar 2019 gab Moultrie bekannt, dass sie Profi wird, nachdem sie einen Vertrag mit der Wasserman Media Group unterzeichnet hatte. Sie unterzeichnete einen mehrjährigen Vertrag mit Nike und gab dabei ihre College-Zulassung auf. Sie trat der Akademie des Portland Thorns FC bei.
Obwohl sie mit der A-Mannschaft der Thorns trainierte, konnte sie keinen Profivertrag abschließen, weil die NWSL keine Spielerinnen unter 18 Jahren zuließ. Ihr erstes Spiel für die A-Nationalmannschaft bestritt sie am 27. März 2019 in einem Testspiel gegen die U23-Auswahl der Vereinigten Staaten.
Am 4. Mai 2021 reichte sie eine kartellrechtliche Klage gegen die NWSL ein, mit dem Vorwurf, dass die Liga als „einziger Talentakquisiteur auf dem Markt“ mit ihrer Altersbeschränkung gegen den Sherman Antitrust Act verstoße. In der Klage wurde eine einstweilige Verfügung gegen die Altersregelung gefordert, damit Moultrie in der Saison 2021 an regulären Spielen teilnehmen könne. Am 24. Mai 2021 erließ die US-Bezirksrichterin Karin Immergut eine einstweilige Verfügung, in der sie die Liga aufforderte, die Altersgrenze aufzuheben und Moultrie zu erlauben, sich um einen Platz im Kader der Thorns zu bewerben. Sie schrieb, die Liga habe „keine zwingenden wettbewerbsfördernden Gründe vorgebracht, um diese wettbewerbsfeindliche Politik zu rechtfertigen, und auch nicht nachgewiesen, dass die Aufhebung der Altersregel der NWSL einen nicht spekulativen Schaden zufügen würde“.
Im Juni 2021 informierte die Liga alle Mitgliedsteams über ein Discovery-Verfahren für Moultrie und vergab schließlich die Rechte an OL Reign, die sie anschließend für einen Draft-Pick der dritten Runde an die Thorns verkauften. Am 30. Juni 2021 unterzeichnete Moultrie einen Dreijahresvertrag bei den Thorns und wurde damit die jüngste Spielerin, die einen Vertrag bei einem NWSL-Team unterschrieb.
Moultrie gab ihr Profidebüt am 3. Juli 2021, als sie in der 83. Minute beim 2:0-Sieg gegen Racing Louisville eingewechselt wurde. Am 7. August stand sie gegen Washington Spirit das erste Mal von Beginn auf dem Platz und verbuchte ihren ersten Assist.
Im Halbfinale des 2021 Women’s International Champions Cup erzielte Moultrie gegen Houston Dash mit einem direkten Freistoß in der 57. Minute ihr erstes Profitor, in der NWSL gelang ihr das als jüngster Spielerin am 12. Juni 2022.
Am 29. Oktober 2022 wurde Moultrie im Spiel um die NWSL-Meisterschaft 2022 eingewechselt. Die Thorns gewannen das Spiel und bescherten Moultrie ihre erste NWSL-Meisterschaft.
Anfang 2024 einigte sich Moultrie mit den Thorns auf eine dreijährige Vertragsverlängerung bis zur Saison 2026.

## Internationale Karriere
Am 15. Februar 2022 wurde Moultrie in den U20-Kader der USA für die CONCACAF U20-Frauenmeisterschaft 2022 aufgenommen.
Im Oktober 2023 wurde Moultrie im Alter von 18 Jahren zum ersten Mal in die A-Nationalmannschaft der USA berufen, und zwar für zwei Freundschaftsspiele gegen Kolumbien. Ihr erstes Länderspiel absolvierte sie am 2. Dezember 2023 gegen China PR. Ihr erstes offizielles Länderspiel und ihre ersten beiden Tore erzielte sie am 20. Februar 2024 gegen die Dominikanische Republik in einem Spiel der Gruppenphase des CONCACAF W Gold Cup 2024. Damit ist sie nach Mia Hamm und Cindy Parlow Cone die dritte US-Frauenfußballerin, die im Alter von 18 Jahren oder jünger zwei oder mehr Tore in einem Spiel erzielte. Außerdem wurde sie als „Spielerin des Spiels“ ausgezeichnet.

## In der Populärkultur
Kurz nachdem sie 2019 Profi geworden war, hatte Moultrie eine kleine Rolle in Nikes „Dream Crazier“-Werbespot für Frauen, der während der Übertragung der Oscarverleihung 2020 gezeigt wurde.

## Erfolge
Portland Thorns FC
- International Champions Cup: 2021[31]
- NWSL Championship: 2022[32]

United States
- CONCACAF W Gold Cup: 2024[33]
- SheBelieves Cup: 2024[34]

United States U20
- CONCACAF Women's U-20 Championship: 2022[35]

Persönlich
- U.S. Soccer Young Female Player of the Year: 2023[36]